# Ambasada Kuby w Polsce

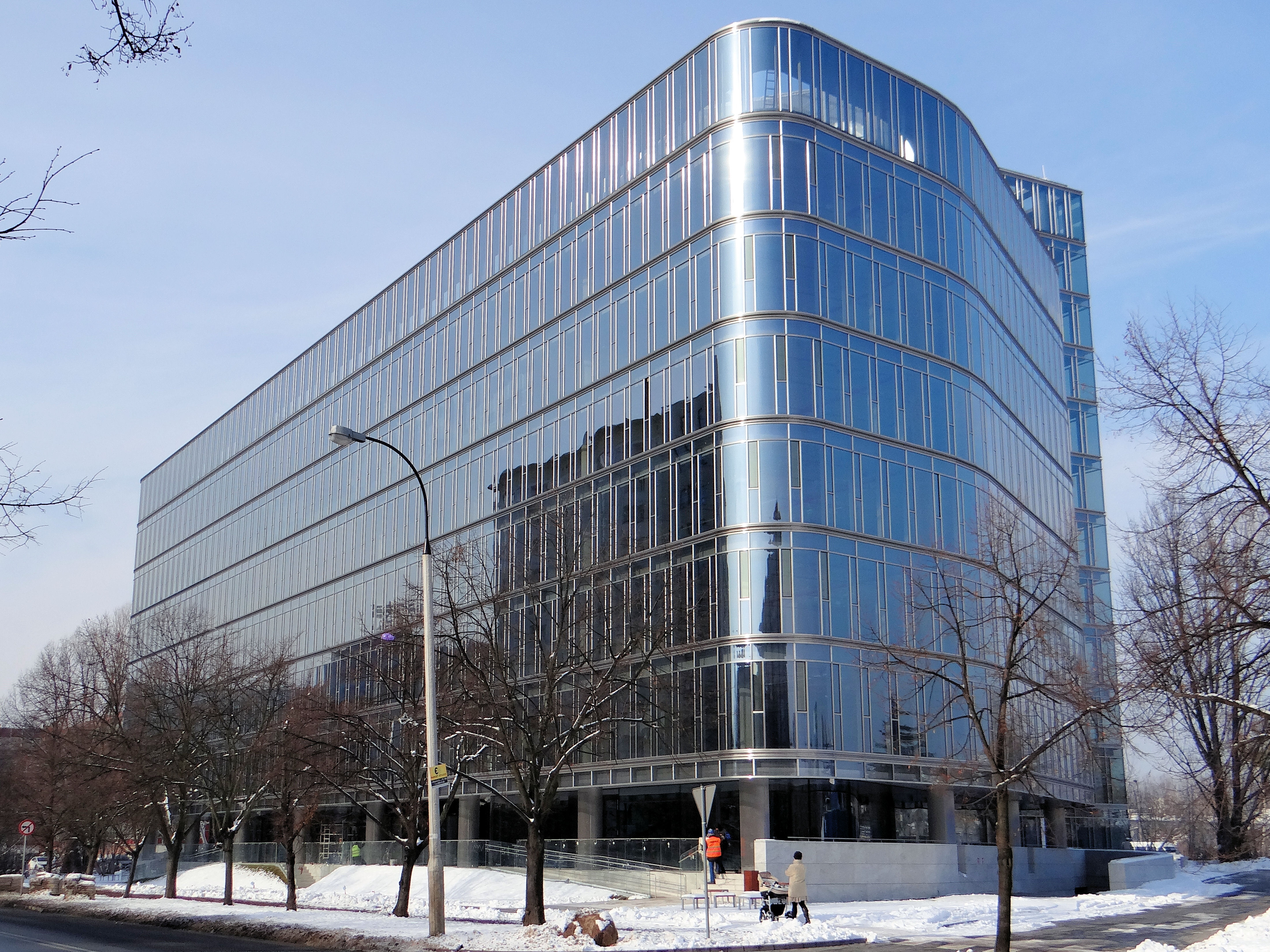
b. siedziba Ambasady Kuby w budynku Ambassador przy ul. Domaniewskiej 34a (2014-2019)

Ambasada Kuby w Polsce, Ambasada Republiki Kuby (hiszp. Embajada de Cuba en Polonia) – kubańska placówka dyplomatyczna mieszcząca się w Warszawie przy ul. Domaniewskiej 48.

## Siedziba

### Okres międzywojenny
Polska i Kuba nawiązały stosunki dyplomatyczne w 1933 na szczeblu poselstw.

### Po II wojnie światowej
Stosunki zostały wznowione w 1960 z jednoczesnym uruchomieniem przez Kubę ambasady w Warszawie. Mieściła się ona kolejno: przy ul. Jana Paska 21 (1961–1974), ul. Reja 5 (1975-1991), ul. Katowickiej 22 (1993–1995), ul. Rejtana 15 (1996–2006), ul. Domaniewskiej 34a (2014–2019), pl. Ireneusza Gugulskiego 1 (2019–2021), obecnie przy ul. Domaniewskiej 48 (od 2021).
W latach 1969–1990 funkcjonował konsulat Kuby w Szczecinie przy ul. Wyspiańskiego 24 (1990–1991).
Funkcjonował też wydział handlowy przy ul. Filtrowej 39 (1964–1966).